# Чемпіонат України з легкої атлетики 2009
Чемпіонат України з легкої атлетики 2009 серед дорослих був проведений 22-23 липня в Ялті на стадіоні «Авангард».

## Призери основного чемпіонату

### Чоловіки
| Дисципліни                | Золото                                      | Золото   | Срібло                                 | Срібло   | Бронза                                     | Бронза   |
| ------------------------- | ------------------------------------------- | -------- | -------------------------------------- | -------- | ------------------------------------------ | -------- |
| 100 метрів                | Костянтин Васюков Донецька область          | 10,47    | Сергій Смелик Луганська область        | 10,47    | Роман Бублик Івано-Франківська область     | 10,52    |
| 200 метрів                | Ігор Бодров Харківська область              | 20,88    | Дмитро Островський Хмельницька область | 20,94    | Сергій Смелик Луганська область            | 21,12    |
| 400 метрів                | Михайло Книш Вінницька область              | 46,20    | Володимир Бураков Київ                 | 46,45    | Андрій Масюк Чернігівська область          | 47,10    |
| 800 метрів                | Олександр Осмолович Житомирська область     | 1.49,43  | Олег Лобанов Київ                      | 1.50,75  | Максим Жудін Донецька область              | 1.51,03  |
| 1500 метрів               | Микола Лабовський Чернівецька область       | 3.42,48  | Олександр Борисюк Волинська область    | 3.42,57  | Володимир Киц Київська область             | 3.44,23  |
| 5000 метрів               | Сергій Лебідь Донецька область              | 14.04,34 | Віталій Рибак Чернівецька область      | 14.07,83 | Ілля Славенський Білорусь                  | 14.18,65 |
| 10000 метрів              | Василь Матвійчук Хмельницька область        | 29.52,11 | Віталій Шафар Волинська область        | 29.57,57 | Олександр Сітковський Донецька область     | 30.05,26 |
| 110 метрів з бар'єрами    | Давід Іларіані Грузія                       | 13,72    | Сергій Демидюк Київ                    | 13,75    | Олександр Шагов Донецька область           | 13,85    |
| 400 метрів з бар'єрами    | Станіслав Мельников Одеська область         | 50,51    | Сергій Бородін Київ                    | 52,01    | Ігор Широкий Дніпропетровська область      | 52,46    |
| 3000 метрів з перешкодами | Вадим Слободенюк Рівненська область         | 8.37,07  | Ілля Сухарєв Луганська область         | 8.39,23  | Ілля Славенський Білорусь                  | 8.40,15  |
| Стрибки у висоту          | Віктор Шаповал Львівська область            | 2,25     | Дмитро Дем'янюк Львівська область      | 2,25     | Андрій Проценко Херсонська область         | 2,25     |
| Стрибки з жердиною        | Олександр Корчмід Київська область          | 5,65     | Денис Федас Київ                       | 5,60     | Сергій Горовий Київська область            | 5,40     |
| Стрибки в довжину         | Андрій Макарчев Дніпропетровська область    | 7,97     | Віктор Кузнєцов Київська область       | 7,88     | Олексій Лукашевич Дніпропетровська область | 7,86     |
| Потрійний стрибок         | Микола Саволайнен Київ                      | 17,17    | Євген Семененко Харківська область     | 17,16    | Віктор Ястребов Київська область           | 17,00    |
| Штовхання ядра            | Андрій Бородкін Закарпатська область        | 19,59    | Андрій Семенов Одеська область         | 19,35    | Віктор Самолюк Київська область            | 18,54    |
| Метання диска             | Олексій Семенов Донецька область            | 60,60    | Іван Гришин Київська область           | 59,30    | Дмитро Існюк Дніпропетровська область      | 58,90    |
| Метання молота            | Артем Рубанко Київська область              | 79,69    | Олексій Сокирський АР Крим             | 75,37    | Євген Виноградов Київська область          | 72,93    |
| Метання списа             | Олександр П'ятниця Дніпропетровська область | 77,76    | Роман Авраменко АР Крим                | 75,78    | Олександр Тертичний Київ                   | 74,40    |
| Десятиборство             | Євген Нікітін Харківська область            | 7845     | Хаді Сеперхзад Іран                    | 7497     | Микола Шульга Київська область             | 7157     |

### Жінки
| Дисципліни                | Золото                                  | Золото   | Срібло                                  | Срібло   | Бронза                                                                | Бронза   |
| ------------------------- | --------------------------------------- | -------- | --------------------------------------- | -------- | --------------------------------------------------------------------- | -------- |
| 100 метрів                | Наталя Погребняк Харківська область     | 11,51    | Марія Рємєнь Запорізька область         | 11,62    | Олена Чебану Харківська область                                       | 11,69    |
| 200 метрів                | Марія Рємєнь Запорізька область         | 23,56    | Ольга Андрєєва Харківська область       | 23,60    | Олена Чебану Харківська область                                       | 23,70    |
| 400 метрів                | Антоніна Єфремова Донецька область      | 52,85    | Юлія Олішевська Черкаська область       | 53,15    | Ольга Завгородня Чернігівська область                                 | 53,18    |
| 800 метрів                | Тетяна Петлюк Київ                      | 1.59,30  | Ольга Завгородня Чернігівська область   | 2.03,21  | Анжеліка Шевченко Луганська область                                   | 2.06,21  |
| 1500 метрів               | Тетяна Петлюк Київ                      | 4.06,51  | Анна Міщенко Харківська область         | 4.07,04  | Тамара Твердоступ Харківська область                                  | 4.10,26  |
| 5000 метрів               | Тетяна Головченко Сумська область       | 15.49,85 | Ганна Носенко Дніпропетровська область  | 16.18,06 | Олександра Азарова Київська область                                   | 16.20,81 |
| 10000 метрів              | Тетяна Головченко Сумська область       | 33.04,08 | Тетяна Філонюк Хмельницька область      | 33.56,27 | Юлія Ігнатова Одеська область                                         | 34.17,63 |
| 100 метрів з бар'єрами    | Євгенія Снігур Харківська область       | 13,40    | Наталія Забродська Одеська область      | 13,66    | Ганна Бабич Київська область                                          | 13,84    |
| 400 метрів з бар'єрами    | Анна Рижикова Дніпропетровська область  | 58,37    | Оксана Волосюк Дніпропетровська область | 58,37    | Яна Корнута Запорізька область                                        | 58,49    |
| 3000 метрів з перешкодами | Валерія Мара АР Крим                    | 9.55,20  | Оксана Ілютчик Херсонська область       | 10.15,29 | Анна Пєшкова Дніпропетровська область                                 | 10.39,69 |
| Стрибки у висоту          | Віта Стьопіна Миколаївська область      | 1,89     | Ірина Михальченко Київ                  | 1,89     | Наталія Гапчук Житомирська область                                    | 1,86     |
| Стрибки з жердиною        | Алевтина Руєва Дніпропетровська область | 4,20     | Наталія Мазурик Донецька область        | 4,00     | Оксана Петренко Миколаївська областьКатерина Козлова Донецька область | 3,80     |
| Стрибки в довжину         | Вікторія Молчанова Харківська область   | 6,75     | Олександра Стаднюк Черкаська область    | 6,65     | Вікторія Рибалко Запорізька область                                   | 6,41     |
| Потрійний стрибок         | Світлана Мамєєва Харківська область     | 14,38    | Наталія Ястребова Київська область      | 14,03    | Олександра Стаднюк Черкаська область                                  | 13,94    |
| Штовхання ядра            | Тетяна Насонова Херсонська область      | 15,82    | Вікторія Дегтяр Одеська область         | 15,69    | Анна Самолюк Київська область                                         | 14,59    |
| Метання диска             | Катерина Карсак Одеська область         | 60,82    | Олена Антонова Дніпропетровська область | 53,76    | Сюзанн Крагбе Кот-д'Івуар                                             | 52,84    |
| Метання молота            | Ірина Секачова Київська область         | 72,33    | Ірина Новожилова Херсонська область     | 69,02    | Наталія Золотухіна Черкаська область                                  | 68,08    |
| Метання списа             | Ольга Іванкова Харківська область       | 57,67    | Вікторія Середа Волинська область       | 48,89    | Віта Шумейко Київська область                                         | 47,08    |
| Семиборство               | Людмила Йосипенко Київська область      | 6412     | Дар'я Грачова Дніпропетровська область  | 5442     | Наталія Халаїмова Луганська область                                   | 3864     |

## Окремі чемпіонати
Крім основного чемпіонату в Ялті, протягом 2009 в різних містах України були також проведені чемпіонати України в окремих дисциплінах легкої атлетики серед дорослих спортсменів.

### Зимові метання
Зимовий чемпіонат України з легкоатлетичних метань 2009 був проведений 18-20 лютого в Ялті.

#### Чоловіки
| Дисципліни               | Золото                     | Золото | Срібло                                      | Срібло | Бронза                             | Бронза |
| ------------------------ | -------------------------- | ------ | ------------------------------------------- | ------ | ---------------------------------- | ------ |
| Метання диска (зимовий)  | Сергій Пругло АР Крим      | 61,12  | Микита Нестеренко Дніпропетровська область  | 60,42  | Іван Гришин Київська область       | 60,35  |
| Метання молота (зимовий) | Ділшод Назаров Таджикистан | 75,62  | Артем Рубанко Київська область              | 75,60  | Дмитро Миколайчук Київська область | 70,00  |
| Метання списа (зимовий)  | Роман Авраменко АР Крим    | 78,77  | Олександр П'ятниця Дніпропетровська область | 77,36  | Олександр Тертичний Київ           | 76,22  |

#### Жінки
| Дисципліни               | Золото                          | Золото | Срібло                                     | Срібло | Бронза                                    | Бронза |
| ------------------------ | ------------------------------- | ------ | ------------------------------------------ | ------ | ----------------------------------------- | ------ |
| Метання диска (зимовий)  | Катерина Карсак Одеська область | 59,07  | Катерина Шишкіна Донецька область          | 54,34  | Марія Кошкарьова Дніпропетровська область | 50,61  |
| Метання молота (зимовий) | Заліна Маргієва Молдова         | 70,40  | Ірина Секачова Київська область            | 67,00  | Марина Маргієва Молдова                   | 65,72  |
| Метання списа (зимовий)  | Віра Ребрик АР Крим             | 59,43  | Маргарита Дорожон Дніпропетровська область | 59,32  | Катерина Ретіва Запорізька область        | 48,48  |

### Шосейна спортивна ходьба
- Зимовий чемпіонат України зі спортивної ходьби 2009 був проведений 14-15 березня в Євпаторії[2][3].
- Чемпіонат України зі спортивної ходьби на 20 кілометрів 2009 був проведений 13 червня в Сумах.
- Чемпіонат України зі спортивної ходьби на 50 кілометрів 2009 був проведений 11 жовтня в Івано-Франківську.

#### Чоловіки
| Дисципліни                     | Золото                            | Золото  | Срібло                           | Срібло  | Бронза                                | Бронза  |
| ------------------------------ | --------------------------------- | ------- | -------------------------------- | ------- | ------------------------------------- | ------- |
| Ходьба 20 кілометрів (зимовий) | Руслан Дмитренко Донецька область | 1:21.50 | Андрій Ковенко Вінницька область | 1:22.56 | Олександр Романенко Вінницька область | 1:24.02 |
| Ходьба 20 кілометрів           | Руслан Дмитренко Донецька область | 1:21.21 | Іван Лосев Київська область      | 1:21.42 | Олексій Казанін Донецька область      | 1:22.10 |
| Ходьба 30 кілометрів (зимовий) | Олексій Казанін Донецька область  | 2:07.21 | Олексій Шелест Сумська область   | 2:08.29 | Сергій Будза Київська область         | 2:12.21 |
| Ходьба 50 кілометрів           | Сергій Будза Київська область     | 3:53.33 | Андрій Ковенко Вінницька область | 3:58.58 | Фредрах Філіпович Сербія              | 4:00.52 |

#### Жінки
| Дисципліни                     | Золото                            | Золото  | Срібло                            | Срібло  | Бронза                            | Бронза  |
| ------------------------------ | --------------------------------- | ------- | --------------------------------- | ------- | --------------------------------- | ------- |
| Ходьба 20 кілометрів (зимовий) | Віра Зозуля Тернопільська область | 1:33.33 | Людмила Шелест Сумська область    | 1:33.55 | Надія Боровська Волинська область | 1:34.40 |
| Ходьба 20 кілометрів           | Надія Боровська Волинська область | 1:35.12 | Віра Зозуля Тернопільська область | 1:36.15 | Ольга Яковенко Вінницька область  | 1:36.42 |

### Крос
- Весняний чемпіонат України з кросу 2009 був проведений 26-27 березня в Цюрупинську.
- Осінній чемпіонат України з кросу 2009 був проведений 24-25 жовтня в Білій Церкві.

#### Чоловіки
| Дисципліни            | Золото                               | Золото | Срібло                                      | Срібло | Бронза                                  | Бронза |
| --------------------- | ------------------------------------ | ------ | ------------------------------------------- | ------ | --------------------------------------- | ------ |
| Крос 4 км (весняний)  | Роман Пасічник Вінницька область     | 12.19  | Сергій Лисенко Полтавська область           | 12.22  | Олександр Романюк Волинська область     | 12.27  |
| Крос 10 км (весняний) | Василь Ремщук Вінницька область      | 32.26  | Олександр Романюк Волинська область         | 32.35  | Юрій Гичун Рівненська область           | 32.36  |
| Крос 4 км (осінній)   | Дмитро Барановський Київська область | 11.50  | Андрій Мельник Івано-Франківська область    | 11.58  | Михайло Богданов Херсонська область     | 11.59  |
| Крос 8 км (осінній)   | Роман Пасічник Вінницька область     | 24.40  | Максим Янішевський Дніпропетровська область | 24.50  | Олександр Матвійчук Хмельницька область | 24.51  |

#### Жінки
| Дисципліни           | Золото                            | Золото | Срібло                                | Срібло | Бронза                                | Бронза |
| -------------------- | --------------------------------- | ------ | ------------------------------------- | ------ | ------------------------------------- | ------ |
| Крос 4 км (весняний) | Тетяна Головченко Сумська область | 13.58  | Юлія Рубан Київська область           | 14.07  | Олена Петрова Миколаївська область    | 14.17  |
| Крос 8 км (весняний) | Тетяна Головченко Сумська область | 29.14  | Юлія Рубан Київська область           | 29.31  | Людмила Коваленко Житомирська область | 29.36  |
| Крос 3 км (осінній)  | Тетяна Головченко Сумська область | 9.48   | Тетяна Гамера-Шмирко Київська область | 9.58   | Маргарита Лучиніна АР Крим            | 10.13  |
| Крос 6 км (осінній)  | Тетяна Головченко Сумська область | 20.45  | Юлія Ігнатова Одеська область         | 20.53  | Віра Овчарук Вінницька область        | 21.03  |

### Шосейний біг
- Чемпіонат України з бігу на 10 кілометрів 2009 був проведений 29 серпня у Слов'янську.
- Чемпіонат України з бігу на 20 кілометрів 2009 був проведений 26 квітня в Дніпропетровську.
- Чемпіонат України з марафонського бігу 2009 був проведений 3 жовтня у Білій Церкві в межах Білоцерківського марафону.

#### Чоловіки
| Дисципліни    | Золото                               | Золото  | Срібло                                 | Срібло  | Бронза                                  | Бронза  |
| ------------- | ------------------------------------ | ------- | -------------------------------------- | ------- | --------------------------------------- | ------- |
| 10 кілометрів | Сергій Зачепа Донецька область       | 30.24   | Олександр Бабарика Рівненська область  | 30.33   | Сергій Бондар Київ                      | 32.09   |
| 20 кілометрів | Іван Бабарика Рівненська область     | 1:00.56 | Антон Симонов Дніпропетровська область | 1:01.06 | Олександр Матвійчук Хмельницька область | 1:01.10 |
| Марафон       | Олексій Рибальченко Донецька область | 2:17.55 | Микола Юхимчук Волинська область       | 2:18.23 | Олександр Матвійчук Хмельницька область | 2:19.12 |

#### Жінки
| Дисципліни    | Золото                                | Золото  | Срібло                                | Срібло  | Бронза                                 | Бронза  |
| ------------- | ------------------------------------- | ------- | ------------------------------------- | ------- | -------------------------------------- | ------- |
| 10 кілометрів | Тетяна Головченко Сумська область     | 36.49   | Анна Пєшкова Дніпропетровська область | 36.59   | Тетяна Вернигор Харківська область     | 37.25   |
| 20 кілометрів | Тетяна Мезенцева Донецька область     | 1:09.41 | Юлія Ігнатова Одеська область         | 1:10.07 | Анна Пєшкова Дніпропетровська область  | 1:12.45 |
| Марафон       | Анна Пєшкова Дніпропетровська область | 2:47.55 | Ольга Чайка Чернігівська область      | 2:48.38 | Ірина Кандиба Дніпропетровська область | 2:50.29 |